# HD 79940
HD 79940 (nota anche come k Velorum) è una stella gigante bianco-gialla di magnitudine 4,63 situata nella costellazione delle Vele. Dista 155 anni luce dal sistema solare.

## Osservazione
Si tratta di una stella situata nell'emisfero celeste australe. La sua posizione moderatamente australe fa sì che questa stella sia osservabile specialmente dall'emisfero sud, in cui si mostra alta nel cielo nella fascia temperata; dall'emisfero boreale la sua osservazione risulta invece più penalizzata, specialmente al di fuori della sua fascia tropicale. La sua magnitudine pari a 4,6, fa sì che possa essere scorta solo con un cielo sufficientemente libero dagli effetti dell'inquinamento luminoso.
Il periodo migliore per la sua osservazione nel cielo serale ricade nei mesi compresi fra febbraio e giugno; nell'emisfero sud è visibile anche per buona parte dell'inverno, grazie alla declinazione australe della stella, mentre nell'emisfero nord può essere osservata limitatamente durante i mesi primaverili boreali.

## Caratteristiche fisiche
La stella è una gigante bianco-gialla; possiede una magnitudine assoluta di 1,11 e la sua velocità radiale positiva di +6 km/s indica che la stella si sta allontanando dal sistema solare.
La sua classificazione stellare ha ricevuto valutazioni differenti. Nel 1975, S. Maladora la assegnò alla classe F5III, considerandola una stella evoluta della classe F, in linea con la precedente classificazione effettuata nel 1957 da A. de Vaucouleurs. Nel 1979, N. Houk la indicò come di classe F3/5V, considerandola quindi come una stella di tipo F appartenente alla sequenza principale.
La stella è caratterizzata da una alta velocità di rotazione attorno al proprio asse che produce una velocità di rotazione proiettata di 117,2±5,9 km/s. Questo può spiegare perché fu incorrettamente classificata come binaria spettroscopica nel 1972.

## Sistema stellare
HD 79940 è un sistema stellare formato da due componenti. La componente principale A è una stella di magnitudine 4,64.
 
La componente B è di magnitudine 14,5, separata da 11,3 secondi d'arco da A e con angolo di posizione di 126° rispetto alla compagna più luminosa. La scoperta fu fatta da Thomas Jefferson Jackson See nel 1897.